# Вентилација у подземним рудницима
Вентилација у подземним рудницима омогућава проток ваздуха и боље услове за рад, довољне да умање и уклоне штетне гасове(типично NOx, SO2 , Метан, CO2 и CO). Извор ових гасова су опрема која ради на дизел-моторима, минирања експлозивом. Највећи саставни део оперативних трошкова за вентилацију рудника је електрична енергија за напајање вентилатора, што може да чини једну трећину од укупне електричне енергије подземног рудника.

#### Прописи
Обим (изражени у кубним метрима по минуту или у кубним метрима по секунди) ваздуха потребног за вентилацију у подземним рудницима одређује рударски или геотехнички инжењери. Такође може бити регулисано преко локалног управног тела. Међутим, у неким земљама под мандатом вентилација, услов може бити недовољна, а рударска компанија мораће да повећа проток ваздуха кроз вентилације, посебно када се вентилација треба да охлади простор у руднику због већих температура у рудницима. Једна од метода је да се на дну вентилационог отвора постави велики горионик, затим се загрејан ваздух подиже и замењује се свежим ваздухом који се доводи до рудника.

## Загревање
У умереним климатским вентилацијама, потребно је да се ваздух загреје током зимског периода. То ће учинити радно окружење више погодним за рударе, и спречава смрзавање на раду, а посебно на воду у цевима. У арктичким рудницима где се рударски хоризонт налази изнад вечног леда грејање не може да ради на спречавању топљења вечног леда. "Хладни рудници", као што су рудници Раглан и Нанисивик су дизајнирани да раде испод нула °C.